# Marie Alphonsine Danil Ghattas
Thánh Marie-Alphonsine Danil Ghattas (4 tháng 10 năm 1843 - 25 tháng 3 năm 1927) là một nữ tu Cơ đốc giáo người Palestine đã thành lập Hội Dòng Rất Thánh Mân Côi của Giê-ru-sa-lem (Hội dòng Mân Côi) là hội dòng đầu tiên có nguồn gốc từ Palestine. Bà đã được Tổng Giám mục Angelo Amato, Tổng trưởng Thánh bộ Tuyên Thánh tôn phong Chân phước của Giáo hội Công giáo Rôma thay mặt Giáo hoàng Biển Đức XVI vào năm 2009.
Vào ngày 6 tháng 12 năm 2014, Giáo hoàng Phanxicô quyết định công nhận ra một phép lạ đã được quy nhờ sự can thiệp của chân phước Ghattas, đó là điểu kiện đủ để tiến đến việc công nhận bà là một Hiển thánh của Giáo hội Công giáo. Ngày tuyên thánh của bà được công bố cùng với những người khác được thông qua để cử hành nghi thức tuyên thánh vào ngày 14 tháng 2 năm 2015 và buổi lễ tuyên thánh chính thức cử hành vào ngày 17 tháng 5 năm 2015.

## Cuộc đời
Soultaneh Maria Ghattas sinh ngày 4 tháng 10 năm 1843 trong một gia đình người Palestine ở Jerusalem, bà đã dành toàn bộ cuộc đời mình làm việc cho những người nghèo ở Palestine. Khi 14 tuổi, Marie Alphonsine gia nhập cộng đoàn các Nữ Tu của Thánh Giuse trong vai trò là một ứng sinh. Năm 1862 sau lời tuyên khấn của mình, cô được phái đến dạy giáo lý tại Bethlehem. Ở đó, cô cũng thành lập các hiệp hội tôn giáo, thúc đẩy lòng sùng mộ với Maria thông qua kinh Mân Côi.
Tại Bethlehem, bà Maria hiện ra hai lần với Ghattas và yêu cầu nữ tu này thành lập một cộng đoàn Palestine được gọi là "Các Nữ Tu Mân Côi". Năm 1880 bảy cô gái trẻ được chuẩn bị bởi linh mục Joseph Tannous, linh mục của Tòa Thượng phụ Latinh Jerusalem, nhận được sự chấp nhận hiến chế của cộng đoàn mới từ tai Thượng phụ Bracco. Cùng năm đó, Chị Alphonsine đã nhận được lời chấp thuận giải miễn từ Giáo hoàng, cởi bỏ sự ràng buộc của lời tuyên khấn với Cộng đoàn các Nữ tu của Thánh Giuse và gia nhập cộng đoàn mới. Cô nhận được hiến chế quy định cộng đoàn từ tay của Giám mục Pascal Appodia, Giám mục phụ tá và Đại diện Thượng phụ Latinh Jerusalem, trong lễ Đức Mẹ Mân Côi, ngày 7 tháng 10 năm 1883. Vào ngày 7 tháng 3 năm 1885, cùng với tám chị em khác, bà đã tuyên bố lời khấn trọn của mình theo quy định của cộng đoàn mới với sự hiện diện của Thượng phụ Latinh Tòa Thượng phụ Jerusalem, Vincent Bracco.
Chị Marie Alphonsine đã cống hiến cuộc sống của mình cho giáo xứ và sự chăm sóc và giáo dục các cô gái gốc Ả Rập, và cộng đồng đã nhanh chóng phát triển. Năm 1886, bà thành lập một trường học dành cho các nữ sinh ở Beit Sahour. Sau đó, bà được gửi đến Salt ở Transjordan với ba nữ tu khác, rồi ở Nablus, trước khi trở về Jerusalem vì lý do sức khỏe. Sau khi bình phục, bà đến nhà Zababdeh.
Năm 1917, bà đến Ein Karem để sáng lập nên một trại trẻ mồ côi ở Ein Karem. Bà qua đời vào ngày Lễ Truyền Tin ngày 25 tháng 3 năm 1927.

## Tiến trình Tuyên thánh
Nghi thức phong chân phước được chủ trì bởi Tổng Giám mục Angelo Amato, Tổng trưởng Thánh bộ Tuyên Thánh - đặc phái viên của Giáo hoàng Biển Đức XVI, tại một Thánh lễ được tổ chức bởi Fouad Twal, Patriarch Latin, ngày 22 tháng 11 năm 2009 tại Nhà thờ Truyền tin ở Nazareth.
Giáo hoàng Phanxicô đã chấp thuận một phép lạ thứ hai do bà chuyển cầu vào ngày 6 tháng 12 năm 2014 và tuyên thánh cho bà vào ngày 17 tháng 5 năm 2015. Buổi lễ có sự tham dự của hơn 2.000 người hành hương Kitô giáo từ Trung Đông và Tổng thống Palestine Mahmoud Abbas. Bốn ngày trước khi phong thánh Marie-Alphonsine Danil Ghattas, Vatican đã công bố một hiệp ước khẳng định lại tình trạng Palestine đối với Tòa Thánh. Các thành viên của cộng đoàn mà bà sáng lập thành lập các trường học, các chương trình giáo lý, phòng khám và trại trẻ mồ côi trên khắp Trung Đông.